# Maximiliano Ferreira
Maximiliano Nicolás Ferreira es un futbolista argentino. Su posición en el campo de juego es la de volante o lateral mixto. Actualmente se encuentra jugando en el Club Atlético Social y Deportivo Camioneros.

## Trayectoria
Ferreira se formó futbolísticamente en las Divisiones Juveniles del Club Atlético River Plate, donde realizó los seis años de preparación hasta llegar a la División Reserva, alternando con primera división con Leonardo Astrada como DT, y siendo compañero de jugadores como Andrés Lorenzo Ríos, Ramiro Funes Mori, Germán Pezzella, Lucas Orban y Gustavo Bou. Sin lugar en el equipo, Ferreira fue dejado en libertad de acción en 2010, sin lograr participar en ninguna convocatoria del primer equipo.
Después de pasar por un año a préstamo en Estudiantes de Olavarría, en 2011 llegó a San Telmo que en aquel momento disputaba la Primera B Metropolitana. Debutó un 12 de agosto de 2011 en un partido donde San Telmo perdería 2-3 ante Estudiantes de Caseros, reemplazando a los 19 minutos del complemento a Leandro Pekarnik, por la segunda fecha del Torneo 2011/12. Ferreira participaría de un juego más, y se le daría de baja su contrato a finales de ese año.
Después de otros seis meses en el Estudiantes de su tierra natal, a mediados del 2012 pasaría a jugar en UAI Urquiza que se preparaba para disputar la Temporada 2012/13 de la Primera C. En aquel torneo, Ferreira disputó 19 encuentros y marcó su primer gol oficial en el ámbito metropolitano. Fue precisamente el 11 de mayo de 2013 frente a Liniers por la fecha 35, que significó el tanto del título en aquella temporada y, a su vez, del ascenso a la Primera B Metropolitana del club por primera vez en su historia. En la temporada siguiente, jugó un total de 32 encuentros y anotó 4 goles.
El 13 de enero de 2015 llegó al Platense en calidad de préstamo, con una duración de un año y seis meses. Tuvo una gran temporada, con 26 presencias y la clasificación a la fase eliminatoria por el ascenso a la B Nacional, que perderían a manos de Estudiantes de Caseros por 2 a 0. Luego retornó de su préstamo a UAI Urquiza, con el que alcanzó la final por el ascenso de categoría en la Temporada 2017-2018 que perdió por penales contra Defensores de Belgrano. Para la siguiente campaña, pasaría a Brown de Adrogué, donde haría su presentación por Copa Argentina en el triunfo ante San Martín de San Juan. Con poco rodaje, decide pasar a Defensores de Belgrano; allí logra mantener la categoría, principal objetivo del club, y completa un total de 25 presencias por la temporada 2019-2020 además de clasificar a la edición 2021 de la Copa Argentina. En su segundo año en el Dragón, realizó una gran temporada acumulando el mayor porcentaje en puntos (54) y quedando a las puertas del ascenso al ser eliminado frente a Quilmes en instancias de cuartos de final del segundo reducido.

## Clubes
| Club                     | País      | Año       |
| ------------------------ | --------- | --------- |
| Estudiantes de Olavarría | Argentina | 2011      |
| San Telmo                | Argentina | 2011-2012 |
| Estudiantes de Olavarría | Argentina | 2012      |
| UAI Urquiza              | Argentina | 2012-2015 |
| Platense                 | Argentina | 2015-2016 |
| UAI Urquiza              | Argentina | 2016-2018 |
| Brown de Adrogué         | Argentina | 2018      |
| Defensores de Belgrano   | Argentina | 2018-2021 |
| Ciudad de Bolívar        | Argentina | 2021-2022 |
| UAI Urquiza              | Argentina | 2022      |

## Palmarés

### Torneos nacionales
| Título                  | Equipo      | País      | Año     |
| ----------------------- | ----------- | --------- | ------- |
| Campeonato de Primera C | UAI Urquiza | Argentina | 2012/13 |